# La Liga 2004–05
Giải vô địch bóng đá Tây Ban Nha 2004-05 hay La Liga 2004-05, là mùa giải thứ 74 của La Liga kể từ khi nó được thành lập, Giải đấu bắt đầu từ ngày 28 tháng 8 năm 2004 và kết thúc vào ngày 29 tháng 5 năm 2005.

## Thăng hạng và xuống hạng
Đội thăng hạng từ Segunda División 2003–04
- Levante UD
- Getafe CF
- CD Numancia

Đội xuống hạng tới 2004–05 Segunda División 2004–05
- Real Valladolid
- Celta de Vigo
- Real Murcia

## Thông tin đội bóng

### Câu lạc bộ và vị trí
Mùa giải 2004–05 bao gồm các câu lạc bộ sau:
- Albacete Balompié
- Athletic Bilbao
- Atlético Madrid
- FC Barcelona
- Real Betis
- Deportivo de La Coruña
- Espanyol
- Getafe CF
- Levante UD
- Málaga CF
- Real Mallorca
- CD Numancia
- CA Osasuna
- Racing Santander
- Real Madrid
- Real Sociedad
- Sevilla FC
- Valencia CF
- Villarreal CF
- Real Zaragoza

## Bảng xếp hạng
| XH | Đội                 | Tr | T  | H  | T  | BT | BB | HS  | Đ  | Lên hay xuống hạng                                | Thành tích đối đầu                                           |
| -- | ------------------- | -- | -- | -- | -- | -- | -- | --- | -- | ------------------------------------------------- | ------------------------------------------------------------ |
| 1  | Barcelona (C)       | 38 | 25 | 9  | 4  | 73 | 29 | +44 | 84 | Vòng đấu bảng UEFA Champions League 2005–06       |                                                              |
| 2  | Real Madrid         | 38 | 25 | 5  | 8  | 71 | 32 | +39 | 80 | Vòng đấu bảng UEFA Champions League 2005–06       |                                                              |
| 3  | Villarreal          | 38 | 18 | 11 | 9  | 69 | 37 | +32 | 65 | Vòng sơ loại thứ ba UEFA Champions League 2005–06 |                                                              |
| 4  | Betis               | 38 | 16 | 14 | 8  | 62 | 50 | +12 | 62 | Vòng sơ loại thứ ba UEFA Champions League 2005–06 |                                                              |
| 5  | Espanyol            | 38 | 17 | 10 | 11 | 54 | 46 | +8  | 61 | Vòng thứ nhất UEFA Cup 2005–06                    |                                                              |
| 6  | Sevilla             | 38 | 17 | 9  | 12 | 44 | 41 | +3  | 60 | Vòng thứ nhất UEFA Cup 2005–06                    |                                                              |
| 7  | Valencia            | 38 | 14 | 16 | 8  | 54 | 39 | +15 | 58 | Vòng baUEFA Intertoto Cup 2005                    |                                                              |
| 8  | Deportivo La Coruña | 38 | 12 | 15 | 11 | 46 | 50 | −4  | 51 | Vòng haiUEFA Intertoto Cup 2005                   | DEP: 8 pts ATH: 4 pts → ATH 1–0 MLG MLG: 4 pts → MLG 1–0 ATH |
| 9  | Athletic Bilbao     | 38 | 14 | 9  | 15 | 59 | 54 | +5  | 51 | Vòng haiUEFA Intertoto Cup 2005                   | DEP: 8 pts ATH: 4 pts → ATH 1–0 MLG MLG: 4 pts → MLG 1–0 ATH |
| 10 | Málaga              | 38 | 15 | 6  | 17 | 40 | 48 | −8  | 51 |                                                   | DEP: 8 pts ATH: 4 pts → ATH 1–0 MLG MLG: 4 pts → MLG 1–0 ATH |
| 11 | Atlético Madrid     | 38 | 13 | 11 | 14 | 40 | 34 | +6  | 50 | ATM 1–1 ZAR ZAR 0–0 ATM                           |                                                              |
| 12 | Zaragoza            | 38 | 14 | 8  | 16 | 52 | 57 | −5  | 50 | ATM 1–1 ZAR ZAR 0–0 ATM                           |                                                              |
| 13 | Getafe              | 38 | 12 | 11 | 15 | 38 | 46 | −8  | 47 | RSO 1–1 GET GET 2–0 RSO                           |                                                              |
| 14 | Real Sociedad       | 38 | 13 | 8  | 17 | 47 | 56 | −9  | 47 | RSO 1–1 GET GET 2–0 RSO                           |                                                              |
| 15 | Osasuna             | 38 | 12 | 10 | 16 | 46 | 65 | −19 | 46 | Vòng thứ nhất UEFA Cup 2005–06 1                  |                                                              |
| 16 | Racing Santander    | 38 | 12 | 8  | 18 | 41 | 58 | −17 | 44 |                                                   |                                                              |
| 17 | Mallorca            | 38 | 10 | 9  | 19 | 42 | 63 | −21 | 39 |                                                   |                                                              |
| 18 | Levante (R)         | 38 | 9  | 10 | 19 | 39 | 58 | −19 | 37 | Xuống chơi tại Segunda División                   |                                                              |
| 19 | Numancia (R)        | 38 | 6  | 11 | 21 | 30 | 61 | −31 | 29 | Xuống chơi tại Segunda División                   |                                                              |
| 20 | Albacete (R)        | 38 | 6  | 10 | 22 | 33 | 56 | −23 | 28 | Xuống chơi tại Segunda División                   |                                                              |

Nguồn: LFP
Quy tắc xếp hạng: 1st Điểm; 2nd Điểm thành tích đối đầu; 3rd Hiệu số bàn thắng thành tích đối đầu; 4th Bàn thắng thành tích đối đầu; 5th Hiệu số bàn thắng; 6th Số bàn thắng; 7th Điểm số Giải phong cách.
1Betis, đội vô địch Cúp Nhà vua Tây Ban Nha 2004–05, được giành quyền tham dự UEFA Champions League 2005–06, đội thua cuộc trong trận chung kết Osasuna được nhận 1 suất tham dự Vòng thứ nhất UEFA Cup 2005–06.
(VĐ) = Vô địch; (XH) = Xuống hạng; (LH) = Lên hạng; (O) = Thắng trận Play-off; (A) = Lọt vào vòng sau. 
Chỉ được áp dụng khi mùa giải chưa kết thúc: 
(Q) = Lọt vào vòng đấu cụ thể của giải đấu đã nêu; (TQ) = Giành vé dự giải đấu, nhưng chưa tới vòng đấu đã nêu.
Thành tích đối đầu: Được áp dụng khi số liệu thành tích đối đầu được dùng để xếp hạng các đội bằng điểm nhau.

## kết quả thi đấu
| S.nhà ╲ S.khách     | ALB | ATH | ATM | BAR | BET | DEP | ESP | GET | LEV | MLG | MAL | NUMA | OSA | RAC | RMA | RSO | SEV | VAL | VILL | ZAR |
| Albacete            |     | 0–2 | 1–0 | 1–2 | 0–0 | 0–1 | 1–0 | 1–1 | 3–1 | 1–2 | 0–0 | 1–2  | 1–1 | 0–0 | 1–2 | 2–2 | 0–2 | 0–1 | 2–2  | 2–1 |
| Athletic Bilbao     | 3–1 |     | 1–0 | 1–1 | 4–4 | 1–2 | 1–1 | 1–2 | 3–1 | 1–0 | 4–0 | 0–2  | 4–3 | 3–0 | 2–1 | 3–0 | 1–3 | 2–2 | 2–1  | 2–0 |
| Atlético Madrid     | 3–1 | 1–1 |     | 1–1 | 1–2 | 1–0 | 0–0 | 2–2 | 0–0 | 2–0 | 4–0 | 2–0  | 3–2 | 1–0 | 0–3 | 1–0 | 3–0 | 1–0 | 1–0  | 1–1 |
| Barcelona           | 2–0 | 2–0 | 0–2 |     | 3–3 | 2–1 | 0–0 | 2–0 | 2–1 | 4–0 | 2–0 | 1–0  | 3–0 | 3–0 | 3–0 | 1–0 | 2–0 | 1–1 | 3–3  | 4–1 |
| Betis               | 2–1 | 2–1 | 2–1 | 2–1 |     | 2–0 | 1–4 | 2–2 | 2–2 | 1–1 | 2–0 | 4–0  | 3–1 | 2–1 | 1–1 | 2–3 | 1–0 | 1–1 | 2–1  | 3–2 |
| Deportivo La Coruña | 0–0 | 2–0 | 1–1 | 0–1 | 1–1 |     | 4–1 | 2–1 | 1–0 | 1–0 | 0–3 | 1–1  | 1–3 | 1–4 | 2–0 | 2–2 | 2–2 | 1–5 | 1–1  | 2–3 |
| Espanyol            | 2–1 | 2–1 | 2–0 | 0–1 | 2–2 | 1–1 |     | 2–0 | 2–1 | 1–0 | 2–1 | 3–0  | 4–1 | 2–1 | 1–0 | 2–2 | 1–3 | 2–2 | 0–0  | 3–1 |
| Getafe              | 1–0 | 1–1 | 3–1 | 1–2 | 0–2 | 1–1 | 1–0 |     | 1–0 | 1–0 | 1–2 | 1–0  | 0–0 | 2–0 | 2–1 | 2–0 | 0–0 | 1–0 | 1–2  | 3–0 |
| Levante             | 1–1 | 1–0 | 1–0 | 1–1 | 1–2 | 0–1 | 0–2 | 0–0 |     | 0–1 | 2–0 | 1–1  | 4–0 | 3–1 | 0–2 | 2–1 | 0–3 | 0–0 | 2–4  | 0–0 |
| Málaga              | 0–2 | 1–0 | 1–0 | 0–4 | 1–2 | 1–1 | 3–2 | 1–1 | 1–0 |     | 0–0 | 4–1  | 2–0 | 2–0 | 0–2 | 1–5 | 1–0 | 0–2 | 0–2  | 0–0 |
| Mallorca            | 2–1 | 1–1 | 4–3 | 1–3 | 1–1 | 2–2 | 3–2 | 3–1 | 1–2 | 1–2 |     | 3–2  | 1–2 | 1–2 | 0–1 | 3–2 | 0–1 | 0–0 | 1–1  | 0–2 |
| Numancia            | 0–0 | 1–0 | 1–1 | 1–1 | 1–1 | 1–1 | 0–0 | 1–0 | 1–3 | 0–1 | 1–2 |      | 2–2 | 2–3 | 1–2 | 0–2 | 2–1 | 1–1 | 1–1  | 2–1 |
| Osasuna             | 3–2 | 1–0 | 1–1 | 0–1 | 3–2 | 1–1 | 1–1 | 2–1 | 0–1 | 1–6 | 1–1 | 2–0  |     | 1–0 | 1–2 | 1–0 | 4–1 | 0–0 | 3–2  | 2–2 |
| Racing Santander    | 1–0 | 2–1 | 0–2 | 0–2 | 1–1 | 2–2 | 1–3 | 2–1 | 2–2 | 2–1 | 3–0 | 2–0  | 1–1 |     | 2–3 | 1–3 | 0–0 | 1–0 | 1–1  | 1–0 |
| Real Madrid         | 6–1 | 0–2 | 0–0 | 4–2 | 3–1 | 0–1 | 4–0 | 2–0 | 5–0 | 1–0 | 3–1 | 1–0  | 1–0 | 5–0 |     | 2–1 | 0–1 | 1–0 | 2–1  | 3–1 |
| Real Sociedad       | 0–2 | 1–0 | 3–2 | 0–0 | 1–0 | 1–0 | 0–2 | 1–1 | 1–1 | 1–3 | 2–1 | 2–1  | 2–0 | 0–1 | 0–2 |     | 1–0 | 3–3 | 0–4  | 2–1 |
| Sevilla             | 1–0 | 2–1 | 2–0 | 0–4 | 2–1 | 2–0 | 1–0 | 0–0 | 3–0 | 0–2 | 1–1 | 1–0  | 0–1 | 2–2 | 2–2 | 2–1 |     | 2–2 | 2–1  | 0–1 |
| Valencia            | 2–0 | 1–1 | 2–2 | 0–2 | 2–1 | 1–2 | 3–0 | 3–1 | 2–1 | 2–2 | 2–0 | 1–0  | 1–0 | 2–0 | 1–1 | 3–1 | 1–2 |     | 2–1  | 0–0 |
| Villarreal          | 1–0 | 3–2 | 3–1 | 3–0 | 0–0 | 0–2 | 4–1 | 4–0 | 4–1 | 3–0 | 2–1 | 4–0  | 3–0 | 2–1 | 0–0 | 0–0 | 0–0 | 3–1 |      | 2–0 |
| Zaragoza            | 4–3 | 0–0 | 0–2 | 1–4 | 1–0 | 2–2 | 0–1 | 3–1 | 4–3 | 1–0 | 0–1 | 4–1  | 5–1 | 1–0 | 1–3 | 2–1 | 3–0 | 2–2 | 1–0  |     |

Nguồn: LFP (tiếng Tây Ban Nha)
1 ^ Đội chủ nhà được liệt kê ở cột bên tay trái.
Màu sắc: Xanh = Chủ nhà thắng; Vàng = Hòa; Đỏ = Đội khách thắng.
a nghĩa là có bài viết về trận đấu đó.

## Giải thưởng

### Cúp Pichichi
Cúp Pichichi được trao cho cầu thủ ghi nhiều bàn thắng nhất trong mùa giải.
| Xếp hạng | Cầu thủ             | Câu lạc bộ      | Bàn thắng | Penalties |
| -------- | ------------------- | --------------- | --------- | --------- |
| 1        | Diego Forlán        | Villarreal CF   | 25        | 1         |
| 2        | Samuel Eto'o        | FC Barcelona    | 24        | 4         |
| 3        | Ricardo Oliveira    | Betis           | 22        | 1         |
| 4        | Ronaldo             | Real Madrid     | 21        | 1         |
| 5        | Júlio Baptista      | Sevilla FC      | 18        | 2         |
| 6        | Fernando Torres     | Atlético Madrid | 16        | 4         |
| 7        | David Villa         | Zaragoza        | 15        | 3         |
| 7        | Maxi Rodriguez      | RCD Espanyol    | 15        | 1         |
| 7        | Juan Román Riquelme | Villarreal CF   | 15        | 8         |
| 10       | Michael Owen        | Real Madrid     | 13        | 0         |

### Cúp Zamora
Cúp Zamora được trao cho thủ môn có tỉ lệ để lọt lưới ít nhất.
| Thủ môn            | Bàn thua | Số trận | Trung bình | Câu lạc bộ      |
| ------------------ | -------- | ------- | ---------- | --------------- |
| Víctor Valdés      | 25       | 35      | 0.71       | FC Barcelona    |
| Iker Casillas      | 30       | 37      | 0.81       | Real Madrid     |
| Leo Franco         | 32       | 37      | 0.86       | Atlético Madrid |
| José Manuel Reina  | 37       | 38      | 0.97       | Villarreal CF   |
| Santiago Cañizares | 29       | 29      | 1          | Valencia CF     |
| Esteban            | 33       | 28      | 1.18       | Sevilla FC      |
| Carlos Kameni      | 45       | 38      | 1.18       | RCD Espanyol    |
| Toni Doblas        | 35       | 29      | 1.21       | Betis           |
| Daniel Aranzubia   | 52       | 37      | 1.41       | Athletic Bilbao |
| Luis García        | 52       | 37      | 1.41       | Zaragoza        |

### Giải phong cách
Mùa giải 2004-05, giải thưởng này không được công bố cũng như trao cho bất cứ câu lạc bộ nào do vấn đề về quản lý.

### Giải thưởng Pedro Zaballa
David Silva (cầu thủ Eibar)

## xem thêm
- Segunda División 2004–05
- Copa del Rey 2004–05